# Amt Altdöbern
Het Amt Altdöbern is een samenwerkingsverband van vijf gemeenten in het Landkreis Oberspreewald-Lausitz in de Duitse deelstaat Brandenburg. Het amt telt 5.524 inwoners. Het bestuurscentrum is gevestigd in Altdöbern.

## Gemeenten
Het amt omvat de volgende gemeenten:
1. Altdöbern Stara Darbnja, (2854)
2. Bronkow (658)
3. Luckaitztal Lukajca Dolk, (936)
4. Neupetershain Nowe Wiki, (1515)
5. Neu-Seeland Nowe Jazorat, (801)

Altdöbern ·
Bronkow ·
Calau ·
Frauendorf ·
Großkmehlen ·
Großräschen ·
Grünewald ·
Guteborn ·
Hermsdorf ·
Hohenbocka ·
Kroppen ·
Lauchhammer ·
Lindenau ·
Lübbenau ·
Luckaitztal ·
Neu-Seeland ·
Neupetershain ·
Ortrand ·
Ruhland ·
Schipkau ·
Schwarzbach ·
Schwarzheide ·
Senftenberg ·
Tettau ·
Vetschau/Spreewald